# Agerella
Agerella es un género de foraminífero bentónico de la subfamilia Cornuspirinae, de la familia Cornuspiridae, de la superfamilia Cornuspiroidea, del suborden Miliolina y del orden Miliolida. Su especie tipo es Vidalina martana. Su rango cronoestratigráfico abarca desde el Sinemuriense superior (Jurásico inferior) hasta el Aaleniense (Jurásico medio).

## Clasificación
Agerella incluye a la siguiente especie:
- Agerella martana †